# Jan de Liefde (predikant)
Jan de Liefde (Amsterdam, 26 december 1814 - aldaar, 6 december 1869) was een Nederlands predikant, evangelist en schrijver van christelijke boeken en -liederen.
Hij was in 1855 de oprichter van de Vereeniging Tot Heil des Volks, een organisatie die nog altijd actief is met zowel evangelisatie als met praktische hulpverlening, aanvankelijk in de Amsterdamse wijk de Jordaan, later ook daarbuiten.

## Leven en werk
In 1837 trouwde Jan de Liefde met Berendina Albertha Dijk, voltooide zijn studie en werd doopsgezind predikant te Woudsend in Friesland. In 1838 stierf zijn vrouw. In Woudsend begon een verandering van zijn innerlijke geloofsbeleving en de prediking. Daardoor trok zijn prediking steeds meer rechtzinnige hervormden aan. In 1839 werd De Liefde doopsgezind predikant te Zutphen. Het jaar daarna trouwde hij met Esther Sophie Molenaar. De geestelijke verandering die Jan de Liefde en zijn prediking doormaakten, viel bij de vele hervormden toehoorders in betere aarde dan bij zijn eigen doopsgezinde gemeente, waarmee het in 1845 tot een breuk kwam. Na een studie aan het Seminarie voor Christelijke onderwijzers verdiende De Liefde vanaf 1848 de kost met het schrijven van boekjes voor het christelijk onderwijs.
In februari 1849 verhuisde hij naar Amsterdam, waar hij, getroffen door zowel de geestelijke als de materiële nood van de Jordaners, zijn evangelisatiewerk begon met een turf onder zijn ene arm en een Bijbel onder de andere. De Bijbellezingen in een huis aan de Goudsbloemgracht trokken al snel honderden luisteraars. In 1853 startte De Liefde een evangelistenschool, waarvan de cursisten ’s avonds in de arme buurten van Amsterdam evangeliseerden. De Liefde had veel contacten met Het Réveil, een opwekkingsbeweging binnen de kerk, maar stond erg kritisch tegenover het instituut kerk, waarvan hij de ene vleugel te star en de andere te vrijzinnig vond.
Om aan alle Nederlanders het evangelie te kunnen prediken, richtte hij in 1855 de landelijke vereniging Tot Heil des Volks op. In 1856 stichtte hij te Amsterdam een Vrije Evangelische Gemeente. In 1861 trok De Liefde zich terug. In 1864 vertrok hij naar Engeland om fondsen te werven. In 1869 overleed hij te Amsterdam op 54-jarige leeftijd.
Veel evangelisatieteksten van De Liefde zijn nog steeds bekend; hij was componist – tekstdichter van liederen als Van U zijn alle dingen, Weet gij hoeveel sterren kleven, Klokje Klinkt en vele andere. Inclusief liederenbundels heeft hij zo’n 125 boektitels op zijn naam staan. Het bekende gebedslied Ik ga slapen, ik ben moe  is een bewerking door De Liefde van een gedicht van de Duitse schrijfster Luise Hensel.